# Portlock (Alaska)
Portlock (Sugpiaq: Arrulaa'ik) es un pueblo fantasma en Alaska, en la punta sur de la península de Kenai y unos 26 kilómetros al sur de Seldovia; su nombre proviene del capitán, explorador y comerciante británico Nathaniel Portlock (1748-1817).
La principal actividad económica del pueblo provenía de su enlatadora de productos provenientes de la pesca, principalmente salmón que mantuvo al pueblo desde principios del siglo XX.
Es popularmente conocido por el mito de que el pueblo fue supuestamente abandonado completamente hacia 1950 después de un gran número de desapariciones y asesinatos no resueltos de sus habitantes, comúnmente atribuidos a un críptido conocido como "Sasquatch"; mito que ha sido desmentido en épocas recientes.

## Historia
Portlock fue establecido a principios del siglo XX, nombrado en honor del explorador y comerciante británico Nathaniel Portlock que visitó la región donde se encontraba el pueblo en 1786, convirtiéndose probablemente en uno de los primeros europeos en hacerlo. El pueblo se estableció alrededor de una enlatadora especializada en el salmón local que se convertiría en el motor económico del pueblo. En 1921 el pueblo adquirió un tamaño suficientemente grande para que el Servicio Postal de los Estados Unidos abriera una oficina de correos en dicho lugar.
La población consistía principalmente de nativos aleutas y descendientes de los pobladores rusos originales.
Portlock se encontraba adyacente a otra localidad, más pequeña, conocida como Puerto Chatham, nombrada así por la bahía del mismo nombre; mientras que Seldovia se encontraba a 26 kilómetros al norte y 4.5 kilómetros se encontraba un campamento minero de cromita conocido como Cromo y que opero algunos años en la primera mitad del siglo XX.

### Mito del abandonamiento del pueblo
Popularmente se cree falsamente por muchas personas que el pueblo fue abandonado a raíz de una serie de asesinatos y desapariciones nunca explicadas pero cometidas supuestamente por un críptido parecido a un Pie Grande que terminó orillando a la población a huir a otras localidades.
La leyenda del abandono del pueblo debido a ataques por un sasquatch fue popularizada por un artículo que apareció en 2009 en el periódico Homer Tribune de Homer, Alaska. Este artículo se basaba en dos fuentes, la primera un artículo de periódico del Anchorage Daily News de Anchorage, Alaska de 1973 que aseguraba vagamente y sin detalles que el pueblo habría sido abandonado debido a ataques de dicho críptido que resultaron en hasta 3 docenas de muertes sin resolver. La segunda fuente fue una entrevista que la escritora del artículo del Homer Tribune realizó a una anciana indígena de Alaska que habría vivido en Portlock y que contó la historia de varios asesinatos y desapariciones así como la aparición de una mujer fantasma que vagaba por el pueblo en las noches. Los pobladores nativos supuestamente aseguraron que el responsable de las muertes era un ser que denominaban "nantinaq" y que sería equivalente al famoso Pie Grande del mundo occidental.
Sin embargo, en 2021, familiares de esta mujer revelaron que su testimonio había sido una broma contada para engañar a la escritora del artículo que la anciana invento porque se encontraba cansada de que le preguntaran si la leyenda del sasquatch asesino de Portlock era real; pero que inesperadamente se esparció; en realidad, aseguraron los familiares (incluyendo a la joven que sirvió de intérprete para la entrevista original), el pueblo había sido abandonado debido a una crisis económica que asolo al pueblo, en gran parte debido a la apertura de la carretera Ruta de Alaska 1 que conectaba pueblos circundantes pero que no llegaba a Portlock; adicionalmente, otro factor muy importante era que la población eran devotos miembros de la iglesia ortodoxa rusa y los sacerdotes más cercanos se encontraban en Nanwalek.
El origen de los rumores esparcidos por el artículo de 1973 se desconocen pero el artículo, como ya se señalo anteriormente, no daba detalles; más aún, la supuesta racha de asesinatos que el artículo describía nunca sucedió y solo se tiene registro de una muerte en la historia de Portlock que no resultó rara o alarmante en los bosques despoblados de Alaska, especialmente porque dicha muerte fue de un cazador, un oficio relativamente peligroso en las remotas y despobladas áreas de Alaska.

### Años posteriores
La mayoría de los habitantes se asentaron en los pueblos vecinos de Nanwalek y Port Graham, y Nanwalek aun posee legalmente los territorios donde se ubicó Portlock y sus dirigentes han considerado restablecer dicha comunidad en años recientes.